# سائد السويركي
سائد السويركي شاعر وإعلامي فلسطيني، مواليد غزة، درس الإعلام في جامعة الأقصى تخصص إذاعة وتلفزيون، عمل مع العديد من القنوات المحلية والعربية، شارك في صناعة العديد من الأفلام التي حازت على جوائز عربية، يكتب الشعر والمسرح وأغاني الأطفال سائد عضو في اتحاد الكتاب الفلسطينيين، مهتم بالقراءة، والكتابة، عمل مع قناة روسيا اليوم منذ عام 2007 كمراسل لها في غزة، حيث ساهم في تغطية العديد من الأحداث وعلى رأسها، الحرب الأخيرة على القطاع .